# انه بی واربورگ
انه بی واربورگ (دانمارکی: Anne Bie Warburg؛ زادهٔ ۳ مارس ۱۹۵۳) بازیگر اهل دانمارک است. وی در فیلم‌های کمدی جنسی و سافت‌کور بازی می کرد و صحنه‌های مربوط به همبستری یا آمیزش جنسی را تنها با همسر رسمی‌اش بنت واربورگ انجام می‌داد.
از فیلم‌هایی که وی در آن‌ها نقش داشته‌است، می‌توان به در برج اسد، در برج ثور، بیا کنار تخت من، ملوانان کنار تخت، پر و ژوستین و ژولیت اشاره نمود.